# Tricoryna subsalebrosa
Tricoryna subsalebrosa is een vliesvleugelig insect uit de familie Eucharitidae. De wetenschappelijke naam is voor het eerst geldig gepubliceerd in 1915 door Girault.